# Panthalis oerstedi
Panthalis oerstedi är en ringmaskart som beskrevs av Johan Gustaf Hjalmar Kinberg 1856. Panthalis oerstedi ingår i släktet Panthalis och familjen Acoetidae. Arten är reproducerande i Sverige. Utöver nominatformen finns också underarten P. o. capensis.